# Руа, Даниэла
Даниэла Руа (англ. Daniela Ruah; род. 2 декабря 1983, Бостон) — американская актриса кино и телевидения португальского происхождения. Наиболее известна по роли Кенси Блай в телесериале «Морская полиция: Лос-Анджелес».

## Биография
Даниэла София Корн Руа родилась 2 декабря 1983 года в городе Бостон, штат Массачусетс, США. Её родители были врачами, выходцами из Португалии. У Даниэлы врождённая гетерохромия: правый глаз чёрный, а левый — светло-карий. В 5 лет Даниела вместе с семьёй переехала в Португалию. Там она окончила среднюю школу Сент-Джулианс в городе Каркавелуш. В 16 лет она впервые снялась в телесериале. В 18 лет Даниэла переехала в Лондон для обучения актёрскому мастерству в «London Metropolitan University». Окончив университет с отличием, она вернулась в Португалию для продолжения съёмок в кино. В 2007 году Даниэла переехала в Нью-Йорк для обучения в Институте театра и кино Ли Страсберга (её одногруппниками были, в частности, Кристиана Сидел и Джошуа Боуман) и продолжения карьеры.
В 2018 году стала одной из ведущих песенного конкурса «Евровидение», который проходил в Португалии.

## Личная жизнь
Руа свободно говорит на португальском, английском и испанском языках.
У неё двойное гражданство — США и Португалии.
С 19 июня 2014 года Даниэла замужем за каскадёром Дэвидом Полом Олсеном, с которым она встречалась 4 года до их свадьбы. Дэвид — старший брат коллеги Даниэлы по съёмочной площадке сериала Морская полиция: Лос-Анджелес Эрика Кристиана Олсена. Дэвид — бывший морской котик, и он работал в Морской полиции: Лос-Анджелес в качестве дублёра Эрика. Там он и познакомился с Даниэлой. У супругов есть сын — Ривер Айзек Руа-Олсен (род.30.12.2013). 18 апреля 2016 года стало известно, что пара ожидает появления своего второго ребёнка осенью, 4 сентября 2016 года родила девочку.
Даниэла живёт в Лос-Анджелесе, Калифорния.

## Фильмография
| Год       |     | Русское название              | Оригинальное название                      | Роль                 |
| --------- | --- | ----------------------------- | ------------------------------------------ | -------------------- |
| 2000—2001 | с   |                               | Jardins Proibidos                          | Сара                 |
| 2001      | тф  |                               | Querida Mãe                                | Жезинья              |
| 2001      | с   |                               | Elsa, uma Mulher Assim                     | Моника               |
| 2001—2002 | с   |                               | Filha do Mar                               | Констанца Валадас    |
| 2004      | с   | Инспектор Макс                | Inspector Max                              | Вероника Ботелю      |
| 2005—2006 | с   |                               | Dei-te Quase Tudo                          | Рита                 |
| 2006      | кор |                               | Canaviais                                  | Маргарида            |
| 2006—2007 | с   |                               | Tu e Eu                                    | Даниела Пинто        |
| 2008      | кор | Слепая исповедь               | Blind Confession                           | женщина              |
| 2008      | с   |                               | Casos da Vida                              | Рита                 |
| 2009      | с   | Направляющий свет             | The Guiding Light                          | Гиги                 |
| 2009      | кор | Полуночная страсть            | Midnight Passion                           | Софи                 |
| 2009      | с   | Морская полиция: Спецотдел    | NCIS: Naval Criminal Investigative Service | спецагент Кенси Блай |
| 2009      | кор |                               | Safe Haven                                 | Анжела               |
| 2009—2023 | с   | Морская полиция: Лос-Анджелес | NCIS: Los Angeles                          | спецагент Кенси Блай |
| 2011      | кор |                               | Tu & Eu                                    | София                |
| 2011      | с   | Гавайи 5.0                    | Hawaii Five-0                              | спецагент Кенси Блай |
| 2012      | ф   | Красные хвосты                | Red Tails                                  | Софи                 |
| 2016      | кор |                               | Pivot                                      | беременная женщина   |
| 2017      | кор |                               | Excuse                                     | Бренда               |
| 2020      | с   |                               | A Espia                                    | Мария                |

## Награды и номинации
- Победитель первого сезона «Dança Comigo» (португальская версия «Танцев со звёздами»).
- 2010 — премия «Golden Globes Portugal» — «Revelation» («Морская полиция: Лос-Анджелес»).
- 2010 — номинация на премию «Teen Choice Awards» — «Choice TV Actress: Action» («Морская полиция: Лос-Анджелес»).
- 2011 — номинация на премию «Short Shorts Film Festival & Asia» («Tu & Eu»).